# Joseph Keiley

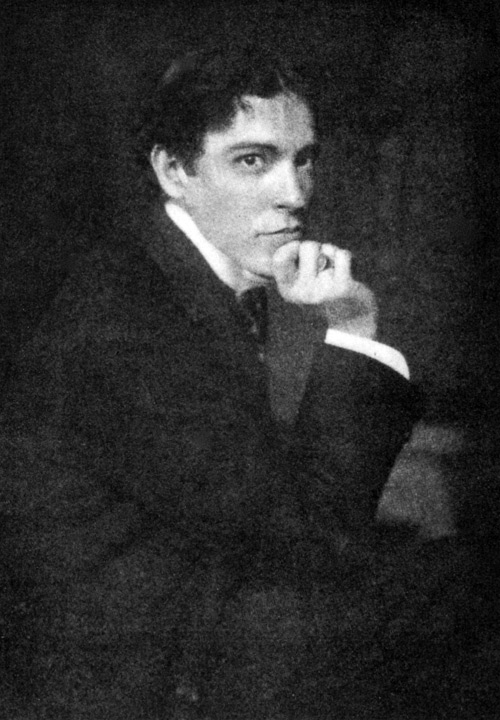
Joseph T. Keiley, door Gertrude Käsebier, 1900

Joseph Turner Keiley (Maryland, 26 juli 1869 – New York, 21 januari 1914) was een Amerikaans picturalistisch fotograaf en criticus.

## Leven en werk
Keiley was de oudste in een gezin met zeven kinderen. Kort na zijn geboorte verhuisde hij naar Brooklyn, New York. Hij ging studeren, werd advocaat en richtte een eigen advocatenbureau op. In de jaren 1890 begin hij met fotograferen en kwam hij in contact met Gertrude Käsebier. In 1898 exposeerde hij met veel succes in de “Philadelphia Photographic Salon”, met een negental foto’s van Indianen en stapte vervolgens volledig over naar de fotografie.
In 1899 werd Keiley als vierde Amerikaan toegelaten tot de Engelse Linked Ring, toentertijd de belangrijkste kunstfotografievereniging in de wereld. In 1900 trad hij toe tot de New Yorkse ‘Camera Club’ en werd redacteur van hun magazine ‘Camera Notes’. Kort daarna was hij samen met onder andere Alfred Stieglitz een van de oprichters van de picturalistische Photo-Secession. In 1903 en 1907 publiceerde hij een zevental foto’s in hun toonaangevende fototijdschrift Camera Work.
Keiley experimenteerde als fotograaf veel met fotogravures, en met behulp van glycerine gemaakte platina-afdrukken. Hij reisde vanaf 1905 veel door Europa en Mexico. Tijdens zijn leven hield hij zo’n 25 tentoonstellingen. Hij stierf in 1914 aan een nierziekte. Stieglitz bleef zijn naam tot 1917 in het colofon van ‘Camera Work’ vermelden.

## Galerij

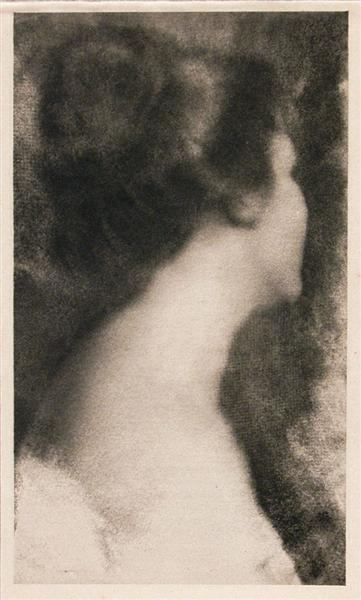
Head study, 1905
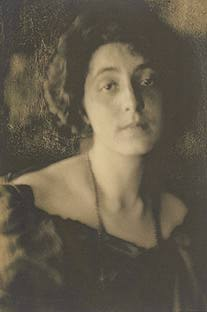
Mercedes de Cordoba, 1902, platinotisk, American Art Museum
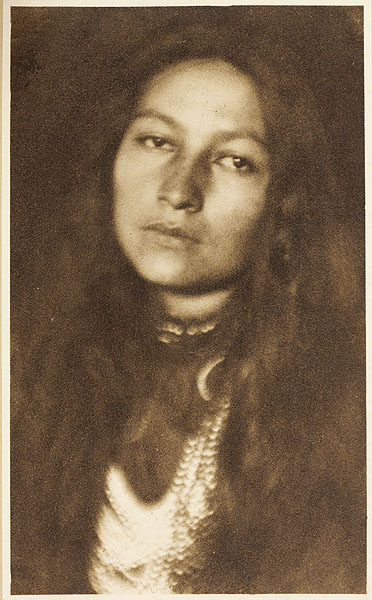
Zitkala-Sa, Camera Notes Vol. 5 No. 1, 1901, fotogravure
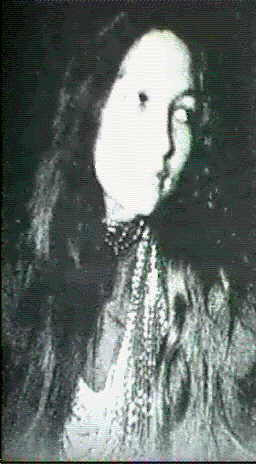
Zitkala-Sa, Camera Notes Vol. 5 No. 1, 1901, fotogravure
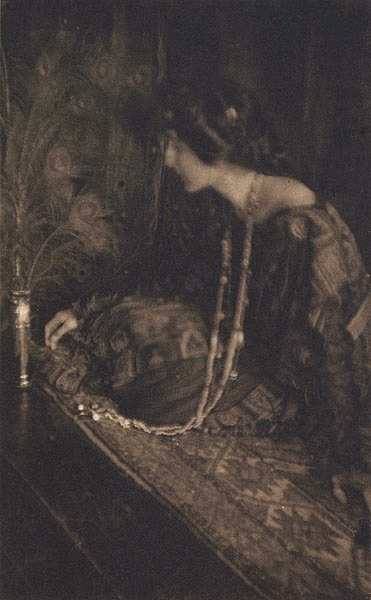
Lenore, Camera Work XVII, 1907, Halftone
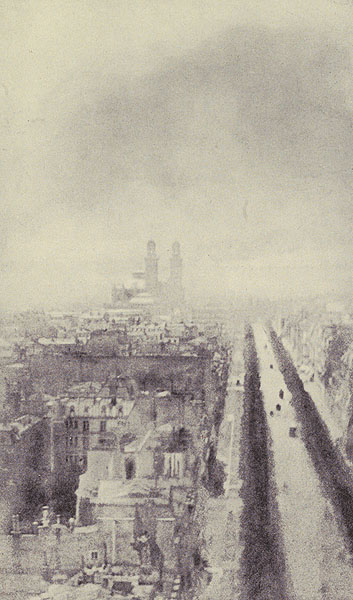
A Bit of Paris, Camera Work XVII, 1907, Halftone
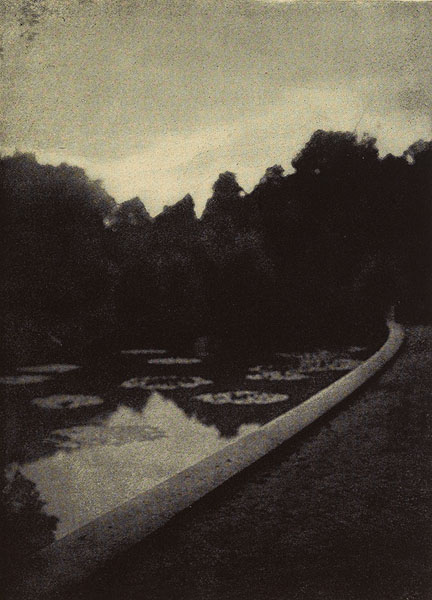
A Garden of Dreams, Camera Work XVII, 1907, Halftone
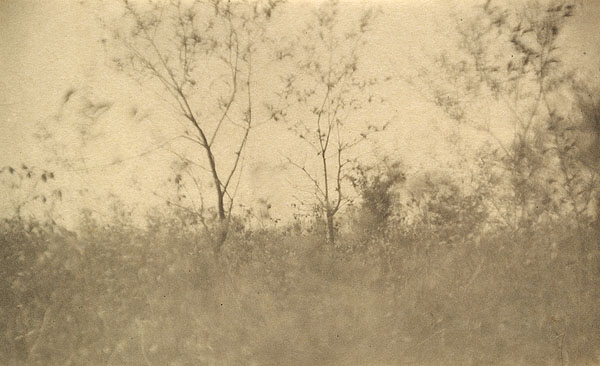
Jaro, Camera Work XVII, 1907, fotogravure
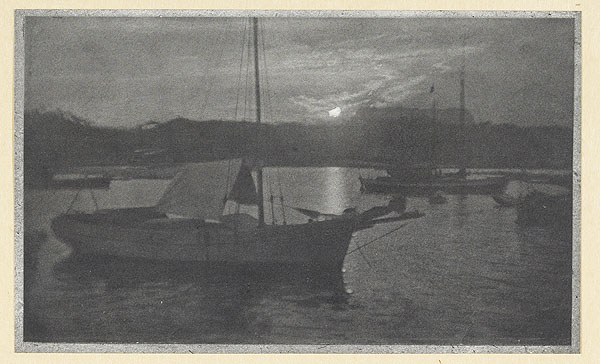
The Last Hour, Camera Work III, 1903, Halftone
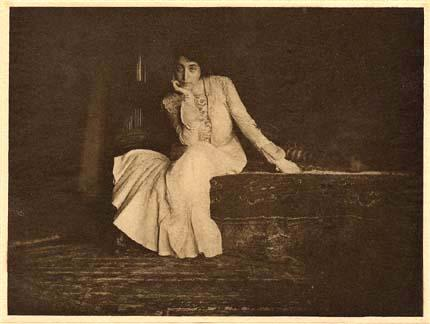
Miss de Cordoba, Camera Work 17, 1907